# Polichne tenuis
Polichne tenuis är en insektsart som först beskrevs av Walker, F. 1869.  Polichne tenuis ingår i släktet Polichne och familjen vårtbitare. Inga underarter finns listade i Catalogue of Life.